# Mixxx
Mixxx est un logiciel libre de DJ qui permet aux utilisateurs de mixer de la musique en utilisant un ordinateur, comme un DJ le ferait avec une paire de platines physiques.
Il est considéré comme l'alternative gratuite du célèbre logiciel payant VirtualDJ.

## Aperçu
Mixxx est une application d'automatisation DJ et de performance DJ numérique  et comprend de nombreuses fonctionnalités communes aux solutions DJ numériques ainsi que des fonctionnalités uniques: Il prend en charge nativement les contrôleurs DJ MIDI et HID avancés, est sous licence GPL (v2.0 ou version ultérieure ) et fonctionne sur tous les principaux systèmes d'exploitation de bureau. Le projet a été lancé au début de 2001 pour une thèse de doctorat en tant que l'un des premiers systèmes de DJing numérique. Plus de 1 000 000 de téléchargements du programme ont lieu chaque année et à partir de Mixxx 1.10.0, 100 développeurs et artistes ont aidé à créer Mixxx. Les versions récentes prennent en charge le mixage harmonique et le beatmatching, à la fois manuellement et automatiquement.